# NK Mladost Sveta Marija
NK Mladost je nogometni klub iz Svete Marije u općini Sveta Marija. 

## Povijest
Nogometni klub je osnovala skupina mladih 1947. godine pod nazivom NK "Novi život". 1956. klub dobiva ime "Mladost". Kroz povijest NK "Mladost" nastupa u raznim ligama na području Međimurja, s više ili manje uspjeha.

## Športski uspjesi
Juniorska ekipa NK Mladosti 1985. godine osvaja Kup Međimurja, što je uspjeh koji ni jedna generacija kluba do sada nije uspjela nadmašiti.